# 2000 год в науке
В 2000 году произошли различные научные и технологические события, некоторые из которых представлены ниже.

## События
- 3 мая — редкое соединение (парад планет) сразу 7 главных небесных тел Солнечной системы в одну линию впервые с 1781 года после открытия Урана. Парад планет включал следующие небесные тела: Солнце, Луна, Меркурий, Венера, Марс, Юпитер, Сатурн.
- 13 июля — обнаружены три дощечки Новгородского кодекса — древнейшей известной на сегодняшний день древнерусской книги.

## Достижения человечества

### Открытия
- 20 июля в ходе эксперимента DONUT[англ.] впервые были непосредственно зарегистрированы тау-нейтрино[1].
- 14 декабря в журнале Nature опубликован полный геном цветкового растения Арабидопсис (Arabidopsis thaliana).

### Изобретения
- Бытовой робот для домашнего хозяйства: ASIMO.
- Blu-ray Disc, разработан консорциумом Blu-ray Disc Association.

### Новые виды животных
- Животные, описанные в 2000 году

## Награды
- Нобелевская премия
  - Физика — Жорес Иванович Алфёров, Герберт Крёмер и Джек Килби.
  - Химия — Алан Хигер, Алан Мак-Диармид и Хидэки Сиракава.
  - Физиология и медицина — Арвид Карлссон, Пол Грингард и Эрик Кандель.

- Информатика
  - Премия Тьюринга
    - Эндрю Чи-Чи Яо — В дань его фундаментальному вкладу в теорию вычислений, включающему основанную на понятии сложности вычисления теорию генерации псевдослучайных чисел, криптографии, и коммуникационной сложности.

  - Премия Кнута
    - Джеффри Ульман.

- Премия Бальцана
  - Человечество, мир и братство между народами: Эдхи, Абдул Саттар (Пакистан).
  - Экология: Илкка Хански (Финляндия).
  - Изучение Античности: Мартин Личфилд Уэст (Великобритания).
  - История права после 1500 года: Михаэль Столлейс (Германия).
  - Астрономические технологии и инструменты: Мишель Майор (Швейцария).

- Большая золотая медаль имени М. В. Ломоносова
  - Андрей Викторович Гапонов-Грехов — за выдающийся вклад в развитие физики колебательных и волновых процессов.
  - Чарлз Хард Таунс (Таунз) — за основополагающий вклад в квантовую электронику и микроволновую спектроскопию.

- Другие награды РАН
  - Премия имени Г. В. Плеханова — Неля Васильевна Мотрошилова — доктор философских наук — за серию работ по исследованию немецкой классической и современной философии[2].

- Международная премия по биологии
  - Сеймур Бензер — биология развития.

## Скончались
- 15 февраля — Уткин, Владимир Фёдорович (род. 1923), Академик АН СССР.
- 29 февраля — Моисеев, Никита Николаевич (род. 1917), Академик АН СССР.
- 5 мая – Ян Фирбас, чешский лингвист (род. 1921).
- 19 мая — Хрунов, Евгений Васильевич (род. 1933), космонавт.
- 2 июня — Фёдоров, Святослав Николаевич (род. 1927), член-корреспондент РАН и академик РАМН.
- 29 июля — Иван Михеевич Копылов, советский астроном, доктор физико-математических наук.
- 20 сентября — Титов, Герман Степанович (род. 1935), космонавт.
- 20 ноября — Доллежаль, Николай Антонович (род. 1899), Академик АН СССР.